# Geranomyia dybasi
Geranomyia dybasi là một loài ruồi trong họ Limoniidae. Chúng phân bố ở miền Australasia.